# Eosentomon tengchongense
Eosentomon tengchongense är en urinsektsart som beskrevs av Xie och Yin 2000. Eosentomon tengchongense ingår i släktet Eosentomon och familjen trakétrevfotingar. Inga underarter finns listade i Catalogue of Life.